# ایرینا فاریون
ایرینا دمیتریونا فاریون (انگلیسی: Iryna Farion; ۲۹ آوریل ۱۹۶۴ – ۱۹ ژوئیهٔ ۲۰۲۴) زبان‌شناس و سیاستمدار ناسیونالیست اوکراینی بود که از ۲۰۱۲ تا ۲۰۱۴ به عنوان نماینده ورخوونا رادا و عضو سووبودا فعالیت داشت. او استاد گروه زبان اوکراینی در مؤسسه علوم انسانی و اجتماعی پلی‌تکنیک لویو بود.
فاریون به دلیل کمپین‌هایش در ترویج آموزش زبان میراثی به عنوان بخشی از استعمارزدایی و همچنین انتقادات شدیدش از اوکراینی‌هایی که روسی صحبت می‌کنند شناخته می‌شد.
فاریون در ۱۹ ژوئیه ۲۰۲۴ در بیرون از منزل خود ترور شد.

## زندگی و تحصیلات اولیه
ایرینا دمیتریونا فاریون در ۲۹ آوریل ۱۹۶۴ در لویو متولد شد. مادرش معلم و پدرش لوله‌کش بود.
فاریون در سال ۱۹۸۷ از دانشکده زبان‌شناسی دانشگاه لویو فارغ‌التحصیل شد. تا سال ۱۹۹۱، او رئیس مرکز مطالعات اوکراینی در دانشگاه لویو بود. در سال ۱۹۹۶، پایان‌نامه دکترای خود را در رشته زبان‌شناسی در دانشگاه لویو دفاع کرد.

## حرفه دانشگاهی
فاریون به دلیل تلاش‌هایش در ترویج استفاده از زبان اوکراینی مورد توجه دانشگاهیان اوکراینی قرار گرفته است. او دست‌کم چهار تک‌نگاری و ۲۰۰ مقاله علمی منتشر کرده است.
از سال ۱۹۹۰ تا ۱۹۹۵، فاریون به‌عنوان مدرس ساعتی در گروه زبان‌های مؤسسه دولتی هنرهای کاربردی لووف (که امروزه آکادمی ملی هنرهای لووف نام دارد) تدریس می‌کرد و زبان اوکراینی به‌عنوان زبان خارجی، فرهنگ زبان و ادبیات اوکراینی از قرن یازدهم تا قرن بیستم را آموزش می‌داد. سپس در سال‌های ۱۹۹۸ تا ۲۰۰۴، ریاست کمیسیون زبان پروسویتا را بر عهده داشت. از سال ۱۹۹۸، او آغازگر و سازمان‌دهنده مسابقه دانشجویی سالانه «زبان، پایه زندگی توست» (اوکراینی: Мова – твого життя основа، آوانگاری: Mova – tvoho zhyttya osnova) بود.
در سال ۲۰۰۴، فاریون جایزه ادبی اولکسا هیرنیک را دریافت کرد. او از ۱۹۹۰ تا ۱۹۹۵، ادبیات اوکراینی و زبان اوکراینی را در آکادمی ملی هنرهای لووف تدریس کرد و در سال ۲۰۱۵ از رساله دکترای عالی خود دفاع کرد. فاریون به دلیل فعالیت‌های علمی و آموزشی خود جوایز متعددی از جمله جایزه سراسری بوریس گرینچنکو را دریافت کرده است.
فاریون دربارهٔ وضعیت کنونی و سرکوب زبان اوکراینی مطالب بسیاری نوشته است که مهم‌ترین اثر او هنجار زبانی: تخریب، جستجو، بازسازی (فرهنگ گفتاری شخصیت‌های عمومی) است. این تک‌نگاری که در سه نوبت منتشر شده، به تکامل هنجارهای زبانی و دلایل تحریف هنجار زبان اوکراینی در قرن بیستم پرداخته است.
فاریون همچنین دربارهٔ تاریخ زبان اوکراینی پژوهش‌های بسیاری انجام داده و یکی از آثار اصلی او وضعیت اجتماعی زبان اوکراینی قدیم (روسی) در قرون ۱۴ تا ۱۷: آگاهی زبانی، واقعیت زبانی، چشم‌انداز زبانی است. او در این اثر، اصطلاح زبان اوکراینی قدیم را احیا کرده و استدلال می‌کند که مأموریت زبان، ایجاد ملت و دولت است.
او همچنین تک‌نگاری‌ها و مقالاتی را به شخصیت‌های برجسته تاریخ زبان اوکراینی اختصاص داده است، از جمله مارکیان شاشکویچ - آفریننده زبان اوکراینی (۲۰۰۷) و چهره زبانی ایوان پولیوی (بر اساس‌نامه‌های این اندیشمند) (۲۰۱۷).

## فعالیت‌های آموزشی
فاریون در طول زندگی خود در چندین پروژه آموزشی در زمینه زبان و فرهنگ اوکراینی مشارکت داشت. یکی از این پروژه‌ها، برنامه «از کتاب تا هدف» بود که در سال ۲۰۱۱ آغاز کرد و هدف آن ترویج کتاب‌های اوکراینی در میان جوانان بود.

## فعالیت سیاسی

### حزب کمونیست
در دوران تحصیل، فاریون عضو حزب کمونیست اتحاد جماهیر شوروی بود و تنها دانشجوی دانشگاه لویو محسوب می‌شد که در حزب کمونیست عضویت داشت. او ابتدا عضویت خود را در حزب کمونیست انکار کرد، اما بعدها ادعا کرد که بدون عضویت در حزب نمی‌توانست چنین مسیری را در پیش بگیرد. او همچنین اظهار داشت که برای «نابودی حزب از درون» به آن پیوسته است. با پیوستن به حزب، او روزنامه‌ای را منتشر کرد که به زندانی سیاسی اتحاد جماهیر شوروی، واسیل استوس، اختصاص داشت و از سوی گروهی در حزب به ملی‌گرایی متهم شد.

## یادداشت
1. ↑  کاندیدای علوم.
2. ↑  دکترای علوم.